# Abbas II
Pour les articles homonymes, voir Abbas.
Abbas II (en persan : شاه عباس دوم / Šâh ʿAbbâs-e Dovvom), né le 31 décembre 1632 et mort le 26 octobre 1666,, est le septième chah séfévide d'Iran, régnant de 1642 à 1666.

## Biographie
Fils du chah Séfi, petit-fils d'Abbas Ier, il succède à son père le 15 mai 1642, à l'âge de 15 ans. Il conquiert Kandahar sur l'empereur moghol, il est bienveillant à l’égard des voyageurs français Chardin et Tavernier, tolérant envers les chrétiens arméniens que Abbas I avait fait venir à Ispahan pour la construction de sa capitale. Vers 1645 il autorise que des prêtres catholiques viennent à leur service: c'est la mission jésuite en Arménie. 
Le chah Abbas II meurt en 1666, après un règne moins glorieux, mais moins sanguinaire que celui de son aïeul.

## Postérité
Abbas a épousé plusieurs femmes dont en 1660 Anouka, une fille de Vakhtang V de Karthli. Il laisse une postérité de trois fils et une fille dont son successeur :
- Soleiman Ier